# Tyche
|  | Dette er en artikel om gudinden Tyche. For den mulige planet af samme navn, se Tyche (planet) |
Tyche er i den græske mytologi velstandens og lykkens gudinde. Tyche fik endvidere status som heldets, tilfældets og skæbnens gudinde. Under hellenismen udviklede de enkelte bystater deres egen ikoniske version of Tyche som byens beskytter, ofte afbildet med en krone bestående af bymuren. 
Tyches placering blandt de græske guder afhænger af kilderne. Hun er oftest gengivet som værende datter af Hermes og Aphrodite eller som en af Zeus' døtre.
Tyches romerske modstykke er Fortuna.